# 제주 지방
제주 지방(濟州地方)은 제주특별자치도 일대를 가리키는 한국의 지역 구분 용어이다.

## 스포츠

### 축구
| 리그명 | 팀명            | 창단년도 | 홈 경기장        |
| K리그1 | 제주 유나이티드 | 1983년   | 제주월드컵경기장 |

## 방송
- KBS 제주방송총국
- 제주문화방송
- 제주방송
- 기독교제주방송
- 제주교통방송
- 제주극동방송
- 제주불교방송
- 제주국악방송
- 서귀포국악방송

## 같이 보기
- 한국의 지방 구분
- 호남 지방
- 영남 지방
- 호서 지방
- 경기 지방
- 관동 지방
- 해서 지방
- 관서 지방
- 관북 지방